# Microtoena patchoulii
Microtoena patchoulii is een plantensoort uit de lipbloemenfamilie (Lamiaceae). Het is een meerjarige, kruidachtige, geurige plant die ongeveer 1 tot 2 meter hoog wordt. De bloemen groeien in bladoksels of in pluimen aan takuiteinden.
De soort komt voor van de Himalaya tot in China (Yunnan) en Indochina. Hij groeit in bossen en open met gras begroeide hellingen, op hoogtes van 600 tot 2000 meter in Zuid-China. Verder groeit de soort ook in vochtig bossen, vaak langs rivieroevers.
De plant wordt gekweekt in de Khasiheuvels in het noordoosten van India als parfumplant. De plant wordt medicinaal gebruikt bij de behandeling van hoest, astma, buikpijn en enteritis. Daarnaast wordt uit de bladeren een etherische olie gedestilleerd. De olie lijkt op patchoeli en wordt gebruikt als parfum om zeep en stoffen te laten parfumeren. De olie wordt ook gebruikt om de echte patchouli-olie te vervalsen.